# Kev Adams

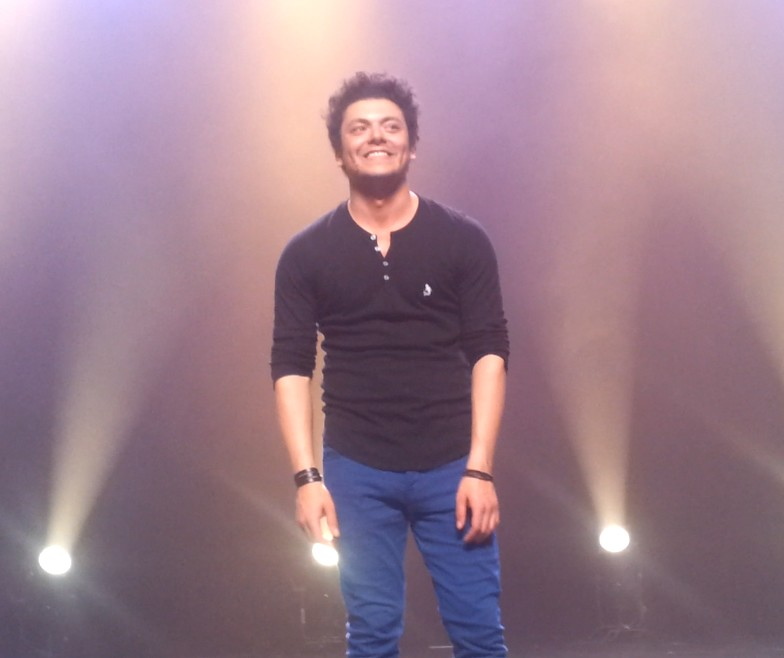
Kev Adams in 2013

Kev Adams, echte naam Kevin Smadja (Parijs, 1 juli 1991), is een Frans stand-upcomedian en acteur.

## Biografie
Kevin is in Parijs, in het 16e arrondissement, geboren. Hij begint op 7-jarige leeftijd met toneellessen. In 2000 heeft hij een kleine rol in "Cours toujours" van Dante Desarthe. Hij had vele gietstukken gemaakt maar dat lukte niet. Hij begint met het schrijven van zijn eigen sketches als hij 16 is. Zijn eerste optreden is in het voorprogramma van een hardrockconcert van zijn vrienden in Neuilly-sur-Seine. In een interview beschreef hij deze voorstelling als de langste 20 minuten van zijn hele leven, want het was een fiasco. Daarna werd Kev Adams steeds populairder, vooral onder jongeren. In 2009 kreeg hij zijn schooldiploma en ging hij rechten studeren, maar die studie gaf hij na drie maanden weer op.
Zijn eerste sketches waren gebaseerd op de puberteit. In 2009 stond Kev Adams op het podium van L’Olympia en later ook in het voorprogramma van Gad Elmaleh in het Palais des Sports in Parijs. In 2009 volgde zijn eerste eigen tour, getiteld The Young Man Show, door heel Frankrijk en met een enkel optreden in België. Sinds september 2010 is hij kandidaat in het programma "On n’demande qu’à en rire" gepresenteerd door Laurent Ruquier.